# CSI-DOS
CSI-DOS — дисковая операционная система для персональных компьютеров БК-0011 и БК-0011М, сделанная в Самаре при тесном сотрудничестве Алексея Мельникова и Владимира Кутякова. CSI-DOS использовала свою уникальную файловую систему, и поддерживала только цветной графический режим работы. Система поддерживала работу с жёстким диском и дисководами. В памяти компьютера также создавался виртуальный электронный диск. Система была рассчитана на «продвинутых» пользователей, в частности, в её состав входили средства для работы с музыкальным сопроцессором AY-3-8910(12) и музыкальным устройством Covox. Существует ряд игр и демонстрационных программ, написанных специально для CSI-DOS. Для продвижения возможностей CSI-DOS и AY-3-8910 Алексеем Мельниковым был создан музыкальный редактор RockMonitor 3, который превосходил по своим возможностям ранее написанных собратьев на других платформах.
CSI-DOS не получила сравнительно широкого распространения прежде всего из-за её высоких системных требований и отсутствия совместимости с более ранними и более дешёвыми компьютерами БК-0010 и БК-0010-01. Но, на базе CSI-DOS было создано большое количество учебных классов в Самарской области, которые представляли собой центральный (учительский) компьютер на базе БК-0011М, с установленной CSI-DOS и, связанных с ним учебных терминалов БК-0010, БК-0010-01, БК-0011М, подготовленных для удаленного обращения к данным центрального компьютера.
В систему была встроена система Turbo Vision с удобным API, позволяющая легко создавать оконные приложения для CSI-DOS, а также файловая оболочка X-Shell.